# Mårten Handler
Mårten Handler (* 26. August 1975 in Ytterhogdal) ist ein ehemaliger schwedischer Skilangläufer und Biathlet.
Mårten Handler war seit 1995 als Skilangläufer aktiv. Sein Heimatverein ist Åsarna IK. In Gällivare nahm er an den Nordischen Juniorenweltmeisterschaften teil und wurde 34. über 10 Kilometer Klassisch und 31. über 30 Kilometer Freistil. Danach trat er bis 1999 nur in unterklassigen Skilanglauf-Continental-Cup- und FIS-Rennen an, ohne nennenswerte Resultate zu erzielen. Gegen Ende der Saison 1998/99 bestritt er in Falun sein erstes Rennen im Skilanglauf-Weltcup und wurde 61. über 30 Kilometer Klassisch. Drei Jahre später erzielte Handler an selber Stelle mit Rang 37 in einer Doppelverfolgung sein bestes Ergebnis bei seinen fünf Einzelstarts im Weltcup. 2002 gewann er in Funäsdalen auch sein einziges FIS-Rennen, ein 33-Kilometer-Klassik-Massenstartrennen. 2004 bestritt er seine letzten internationalen Langlaufrennen.
Als Militärsportler nahm Handler erstmals 2000 an einer Militär-Skiweltmeisterschaft teil und wurde in Saalfelden 48. über 15 Kilometer Freistil. 2001 wurde er in Colchester 30. auf der Strecke und 45. im Biathlon-Sprint. 2003 erreichte er mit Rang elf im Langlauf in Rovaniemi sein bestes Ergebnis auf dieser Ebene. 2004 kam in Östersund noch ein 27. Rang hinzu.
Im Biathlon hatte Handler sein Debüt außerhalb militärischer Wettbewerbe zu Beginn der Saison 2002/03 in Ål und wurde Achter eines Einzels. Des Rest der Saison verbrachte er im Biathlon-Weltcup. Bei seinem ersten Sprint in Östersund wurde er 87. Auch die letzte Station des Weltcups der Saison war in Östersund, dort erreichte er in seinem letzten Rennen vor den Weltmeisterschaften Platz 31 im Sprint und verpasste damit einen Punktgewinn nur um einen Rang. Auch sein bestes Staffelergebnis erreichte er in Östersund, als der Ort als Ersatz für Pokljuka als Austräger des zweiten Weltcups der Saison einsprang. Mit Carl Johan Bergman, Björn Ferry und Tord Wiksten wurde als Schlussläufer der Staffel Sechster. Zum Höhepunkt der Karriere wurde die Teilnahme an den Biathlon-Weltmeisterschaften 2003 in Chanty-Mansijsk. Handler wurde 67. des Einzels, qualifizierte sich als 44. des Sprints für das Verfolgungsrennen und wurde im Verfolger 45.

## Biathlon-Weltcup-Platzierungen
Die Tabelle zeigt alle Platzierungen (je nach Austragungsjahr einschließlich Olympische Spiele und Weltmeisterschaften).
- 1.–3. Platz: Anzahl der Podiumsplatzierungen
- Top 10: Anzahl der Platzierungen unter den ersten zehn (einschließlich Podium)
- Punkteränge: Anzahl der Platzierungen innerhalb der Punkteränge (einschließlich Podium und Top 10)
- Starts: Anzahl gelaufener Rennen in der jeweiligen Disziplin

| Platzierung         | Einzel | Sprint | Verfolgung | Massenstart | Staffel | Gesamt |
| ------------------- | ------ | ------ | ---------- | ----------- | ------- | ------ |
| 1. Platz            |        |        |            |             |         |        |
| 2. Platz            |        |        |            |             |         |        |
| 3. Platz            |        |        |            |             |         |        |
| Top 10              |        |        |            |             | 3       | 3      |
| Punkteränge         |        |        |            |             | 5       | 5      |
| Starts              | 2      | 7      | 1          |             | 5       | 15     |
| Stand: Karriereende |        |        |            |             |         |        |